# Markus Keller
Markus Keller (21 april 1967) is een Zwitserse triatleet.
Keller nam in 2000 op 33-jarige leeftijd deel aan de eerste triatlon op de Olympische Zomerspelen van Sydney. Hij behaalde een 18e plaats in een tijd van 1:50.15,25.
Hij is aangesloten bij Tri Team Henniez.

## Palmares

### triatlon
- 1993: 65e WK olympische afstand in Manchester
- 1994: 10e WK olympische afstand in Wellington - 1:53.26
- 1995: DNF WK olympische afstand in Cancún
- 1997: 19e WK olympische afstand in Perth - 1:51.39
- 1998: 19e WK olympische afstand in Lausanne - 1:58.37
- 1999: 10e WK olympische afstand in Montreal - 01:46.08
- 2000: 20e WK olympische afstand in Perth
- 2000: 18e Olympische Spelen in Sydney - 1:50.15,25